# شبکه دیزنی (فرانسه)
کانال دیزنی فرانسه به انگلیسی:(Disney channel fr) یک کانال تلویزیونی اشتراکی در کشور فرانسه است که مستقیماً زیر نظر شرکت والت دیرنی اداره می‌شود و برای اواین بار در تاریخ ۱۹۹۷ بر روی پلتفرم کانالست راه اندازی شد.